# Horacio Ramírez
Horacio El Misio Ramírez (Misiones, Argentina, 21 de marzo de 1984) es un futbolista argentino. Juega de arquero y actualmente milita en el Brown de Adrogué de la Categoría Primera B de Argentina.

## Biografía
Todo empezó en el 2000. Lo tentaron para ir a entrenar bajo las órdenes de Rubén Kleisser, quien ya trabajaba junto a un grupo de jóvenes. Llegó fin de año y salió campeón en el torneo de la Lidai con Luz y Fuerza. Ahí atajo cuatro penales con 25 de Mayo. Llegó a su punto más alto acá y en febrero del 2001 se vino a Buenos Aires". Quilmes fue la primera escala. La prueba fue superada, aunque le gira por los clubes continuó. Llegó Banfield durante una semana a prueba y en ese momento Silvio Marzolini, ex figura y DT de Boca, le dijo que se quedara aunque no tenían más lugar en la pensión. El camino prosiguió en Lanús; no pasó demasiado y llegó el okey del técnico de la sexta. Dos días después, en el amistoso que derrotaron a San Lorenzo 3-1, llegó la confirmación para que al día siguiente llevara sus cosas y continúe con los entrenamientos. En ese momento sucedió algo particular. Pepe Santoro ya le había echado el ojo antes y lo quería en Independiente.
En el 2009 descendió con el Coronel Bolognesi siendo titular en casi todos los partidos.

## Estadísticas

### Clubes
- Actualizado hasta el 17 de agosto de 2025.

| Lanús Argentina | 1.ª                 | 2004-05             | 1   | 0    | - | - | - | - | 1   | 0    | 0    |
| Lanús Argentina | 1.ª                 | 2005-06             | 0   | 0    | - | - | - | - | 0   | 0    | 0    |
| Lanús Argentina | 1.ª                 | 2006-07             | 0   | 0    | - | - | - | - | 0   | 0    | 0    |
| Lanús Argentina | Total club          | Total club          | 1   | 0    | - | - | - | - | 1   | 0    | 0    |
| Flandria Argentina | 3.ª                 | 2006-07             | 19  | ?    | - | - | - | - | 19  | ?    | ?    |
| Flandria Argentina | 3.ª                 | 2007-08             | 40  | 45   | - | - | - | - | 40  | 45   | 1.13 |
| Flandria Argentina | 3.ª                 | 2009-10             | 21  | 24   | - | - | - | - | 21  | 24   | 1.14 |
| Flandria Argentina | Total club          | Total club          | 80  | +69  | - | - | - | - | 80  | +69  | ?    |
| Atlanta Argentina | 3.ª                 | 2008-09             | 15  | 14   | - | - | - | - | 15  | 14   | 0.93 |
| Atlanta Argentina | Total club          | Total club          | 15  | 14   | - | - | - | - | 15  | 14   | 0.93 |
| Coronel Bolognesi · Perú | 1.ª                 | 2009                | 38  | 62   | - | - | - | - | 38  | 62   | 1.63 |
| Coronel Bolognesi · Perú | Total club          | Total club          | 38  | 62   | - | - | - | - | 38  | 62   | 1.63 |
| Barracas Central Argentina | 3.ª                 | 2010-11             | 0   | 0    | - | - | - | - | 0   | 0    | 0    |
| Barracas Central Argentina | Total club          | Total club          | 0   | 0    | - | - | - | - | 0   | 0    | 0    |
| Colegiales Argentina | 3.ª                 | 2011-12             | 41  | 36   | 3 | 5 | - | - | 44  | 41   | 0.93 |
| Colegiales Argentina | Total club          | Total club          | 41  | 36   | 3 | 5 | - | - | 44  | 41   | 0.93 |
| Tristán Suárez Argentina | 3.ª                 | 2012-13             | 40  | 37   | 1 | 0 | - | - | 41  | 37   | 0.9  |
| Tristán Suárez Argentina | 3.ª                 | 2013-14             | 36  | 35   | 0 | 0 | - | - | 36  | 35   | 0.97 |
| Tristán Suárez Argentina | Total club          | Total club          | 76  | 72   | 1 | 0 | - | - | 77  | 72   | 0.94 |
| Crucero del Norte Argentina | 2.ª                 | 2014                | 1   | 0    | 0 | 0 | - | - | 1   | 0    | 0    |
| Crucero del Norte Argentina | 1.ª                 | 2015                | 23  | 39   | 0 | 0 | - | - | 23  | 39   | 1.7  |
| Crucero del Norte Argentina | Total club          | Total club          | 24  | 39   | 0 | 0 | - | - | 24  | 39   | 1.63 |
| Gimnasia y Esgrima (J) Argentina | 2.ª                 | 2016                | 3   | 2    | 0 | 0 | - | - | 3   | 2    | 0.67 |
| Gimnasia y Esgrima (J) Argentina | Total club          | Total club          | 3   | 2    | 0 | 0 | - | - | 3   | 2    | 0.67 |
| Quilmes Argentina | 1.ª                 | 2016-17             | 0   | 0    | 1 | 0 | - | - | 1   | 0    | 0    |
| Quilmes Argentina | 2.ª                 | 2017-18             | 0   | 0    | - | - | - | - | 0   | 0    | 0    |
| Quilmes Argentina | Total club          | Total club          | 0   | 0    | 1 | 0 | - | - | 1   | 0    | 0    |
| Almagro Argentina | 2.ª                 | 2017-18             | 0   | 0    | - | - | - | - | 0   | 0    | 0    |
| Almagro Argentina | 2.ª                 | 2018-19             | 27  | 28   | 4 | 1 | - | - | 31  | 29   | 0.94 |
| Almagro Argentina | 2.ª                 | 2019-20             | 4   | 3    | - | - | - | - | 4   | 3    | 0.75 |
| Almagro Argentina | 2.ª                 | 2020                | 7   | 4    | - | - | - | - | 7   | 4    | 0.57 |
| Almagro Argentina | 2.ª                 | 2021                | 32  | 37   | - | - | - | - | 32  | 37   | 1.16 |
| Almagro Argentina | Total club          | Total club          | 70  | 72   | 4 | 1 | - | - | 74  | 73   | 0.99 |
| Unión Magdalena · Colombia | 1.ª                 | F-2019              | 17  | 24   | - | - | - | - | 17  | 24   | 1.41 |
| Unión Magdalena · Colombia | Total club          | Total club          | 17  | 24   | - | - | - | - | 17  | 24   | 1.41 |
| Brown Argentina | 2.ª                 | 2022                | 34  | 39   | 0 | 0 | - | - | 34  | 39   | 1.15 |
| Brown Argentina | 2.ª                 | 2023                | 31  | 26   | - | - | - | - | 31  | 26   | 0.84 |
| Brown Argentina | Total club          | Total club          | 65  | 65   | 0 | 0 | - | - | 65  | 65   | 1    |
| Camioneros Argentina | 3.ª                 | 2024                | 23  | 26   | - | - | - | - | 23  | 26   | 1.13 |
| Camioneros Argentina | 4.ª                 | 2025                | 22  | 8    | - | - | - | - | 22  | 8    | 0.36 |
| Camioneros Argentina | Total club          | Total club          | 45  | 34   | - | - | - | - | 45  | 34   | 0.76 |
| Total en su carrera | Total en su carrera | Total en su carrera | 475 | +489 | 9 | 6 | - | - | 484 | +496 | ?    |
| (1) Las copas nacionales se refiere a la Copa Argentina. (2) Las copas internacionales se refiere a la Copa Libertadores y a la Copa Sudamericana. (3) Media de goles recibidos por encuentro. No incluye goles en partidos amistosos. |                     |                     |     |      |   |   |   |   |     |      |      |